# Onze-Lieve-Vrouw-Hemelvaartkerk (Fort-Mahon-Plage)
De Onze-Lieve-Vrouw-Hemelvaartkerk (Frans: Église Notre-Dame-de-l'Assomption) is de parochiekerk van de plaats Fort-Mahon-Plage.

## Geschiedenis
Op de plaats van de huidige kerk bevond zich een aan Onze-Lieve-Vrouw gewijde kapel die tussen 1891 en 1894 werd ingericht in een reeds bestaand woonhuis. Deze had een dakruiter en een rond torentje op het uiteinde van het gebouw. er werden ook missen in opgedragen. Toen Fort-Mahon-Plage in 1922 een zelfstandige gemeente werd, ontstond het plan om op deze plaats een groter kerkje te bouwen. Uiteindelijk werd dit kerkje gerealiseerd in 1931, naar ontwerp van Louis Quételard. De toren en het portaal kwamen echter niet tot stand, vermoedelijk door gebrek aan middelen.
In de jaren '50 van de 20e eeuw werd alsnog in een portaal voorzien. De glas-in-loodramen in het koor zijn uit 1938 en werden vervaardigd door D. Darquet. Kenmerkend in het interieur is de paraboolvormige overwelving en de beschilderde triomfboog.